# Беверли (Охајо)
Беверли (енгл. Beverly) град је у америчкој савезној држави Охајо.

## Демографија
По попису из 2010. године број становника је 1.313, што је 31 (2,4%) становника више него 2000. године.
| Група             | 2000.         | 2010.         |
| Белци             | 1.271 (99,1%) | 1.273 (97,0%) |
| Афроамериканци    | 4 (0,3%)      | 4 (0,3%)      |
| Азијати           | 1 (0,1%)      | 2 (0,2%)      |
| Хиспаноамериканци | 3 (0,2%)      | 6 (0,5%)      |
| Укупно            | 1.282         | 1.313         |